# Club União Idanhense
O Club União Idanhense é um clube português, localizado na vila de Idanha-a-Nova, concelho de Distrito de Castelo Branco, Beira Baixa.

## Palmarés
- Campeonato Distrital de Futebol: 2 (1998/99 e 2002/03)[3]
- Taça de Honra AFCB: 3 (2001/02, 2002/03 e 2016/17)